# Gabriel Grovlez
Gabriel Grovlez (4 de abril de 1879, Lille, Francia-20 de octubre de 1944, París, Francia) fue un eminente compositor francés y director de orquesta.

## Biografía
Grovlez nació en Lille en 1879. Su madre, hija de una de las alumnas de Chopin, fue su primera profesora de piano. Grovlez asistió al Conservatorio de París, donde estudió con Gabriel Fauré, Louis Diémer, André Gedalge, Émile Decombes y Albert Lavignac. En la Schola Cantorum, Charles Bordes le descubrió el canto gregoriano y la música del Renacimiento.
Grovlez realizó giras por Europa como acompañante al piano del violinista Henri Marteau, y también como pianista solista. Fue profesor de piano en la Schola Cantorum de París entre 1899 a 1909, director de coro y subdirector del Teatro Nacional de la Opéra-Comique entre 1905 y 1908 y director musical del Théâtre des Arts entre 1911 y 1913. En el Théâtre des Arts, organizó los estrenos de Le Festin de l'araignée de Albert Roussel y Ma mère l'oye de Maurice Ravel, y también revivió muchas óperas, particularmente de la era barroca, incluidas obras de Monteverdi, Lully , Rameau y Gluck.
De 1914 a 1933 fue director de la Ópera de París ("Societé Nationale de l'Opéra"), donde, entre otras producciones, dirigió una temporada de los Ballets Rusos de Diaghilev. Tuvo una carrera internacional como director invitado, y trabajó en teatros de ópera en Montecarlo, El Cairo, Lisboa, Nueva York y Chicago. A partir de 1939 fue profesor de música de cámara en el Conservatorio de París.
Durante su estancia en la Ópera de París, Grovlez editó colecciones de arias de la ópera francesa temprana, que tuvieron influencia en Inglaterra. También escribió reseñas para revistas musicales de París, entre ellas Excelsior (1916-17) y L'Art musical (1937-1939).
Grovlez murió en París en 1944, a la edad de 65 años.